# Sant Sebastià de Maials
Sant Sebastià de Maials és una església de Maials (Segrià) inclosa a l'Inventari del Patrimoni Arquitectònic de Catalunya.

## Descripció
Petita i senzilla església sobre el turó del sud del poble, tocant al cementiri vell en un bell paratge. D'una sola nau amb els creiers tot just sortint enfora, l'interior és en volta de canó i completament enguixat. Al fons hi ha una imatge del Sant en un marc barroquitzant. Hi ha pilastres que volten el turó, que deurien correspondre al viacrucis.